# Branda Castiglione
Branda Castiglione, född 1359, död 4 februari 1443, var en italiensk kardinal (1411), biskop av Piacenza.
Castiglione utsågs till kardinal av motpåven Johannes XXIII och brukar därför betecknas som ”pseudokardinal”.